# ジョアン・ペドロ・ジェラルディーノ・ドス・サントス・ガウヴォン
ジョアン・ペドロ・ジェラルディーノ・ドス・サントス・ガウヴォン（João Pedro Geraldino dos Santos Galvão, 1992年3月9日 - ）は、ブラジル・イパチンガ出身のサッカー選手。ポジションはミッドフィールダー。

## 経歴
2006年にアトレチコ・ミネイロの下部組織に入団し、2010年5月23日、アトレチコ・パラナエンセ戦にてプロデビュー。ヴァンデルレイ・ルシェンブルゴ監督のもとセカンドストライカーや攻撃的ミッドフィールダーとして継続的に出場機会を与えられ好パフォーマンスを見せた。
2010年8月、イタリアのUSチッタ・ディ・パレルモと5年契約を結ぶ。リーグ戦デビューは2011年1月17日のカリアリ・カルチョ戦で、ヨシップ・イリチッチに代わり途中出場した。2011年1月29日、ポルトガルのヴィトーリアSCにレンタル移籍した。同年8月20日、ウルグアイのCAペニャロールにレンタル移籍した。
2014年9月1日、カリアリ・カルチョに移籍し、再びイタリアでプレーすることとなった。2018年2月11日に行われたUSサッスオーロ・カルチョ戦後に採取した尿からヒドロクロロチアジドという利尿剤が検出され、半年間の出場停止処分を受けた。同年11月27日、2022年6月まで契約を延長したことを発表した。2019年11月7日、2023年まで契約を延長した。2019-20シーズン、これまでのキャリアで最多となる18ゴールを決めた。
2022年7月21日、フェネルバフチェSKへの完全移籍が発表された。
2023年8月2日、グレミオFBPAへのレンタル移籍が発表された。
2024年9月26日、ハル・シティAFCに加入した。

## 代表歴
2009年、FIFA U-17ワールドカップ・ナイジェリア大会にのぞむU-17ブラジル代表メンバーに選出。
2022年1月5日、イタリアサッカー連盟が照会したサッカーイタリア代表への召集がFIFAに正式に認められた。

## タイトル

### 代表
- 2009 南米U-17選手権
- 仙台カップ国際ユースサッカー大会 2009